# 前綫 (2010年)
前綫（英語：The Frontier）是香港的一個泛民主派政黨，於2010年9月9日成立，是一個由前綫成員為主所組成之政黨。他們反對劉慧卿支持2010年政改方案及與民主黨合併，並重組前綫，主張透過社會運動改變政治體制，組織召集人為甄燊港。

## 政策綱領
1. 爭取在香港落實民主自治、港人治港、一國兩制。
2. 爭取及維護基本公民權利。
3. 推動香港的全民民主運動，團結及鼓勵香港市民積極參與香港的政治發展。

## 發展史

### 浴火重生

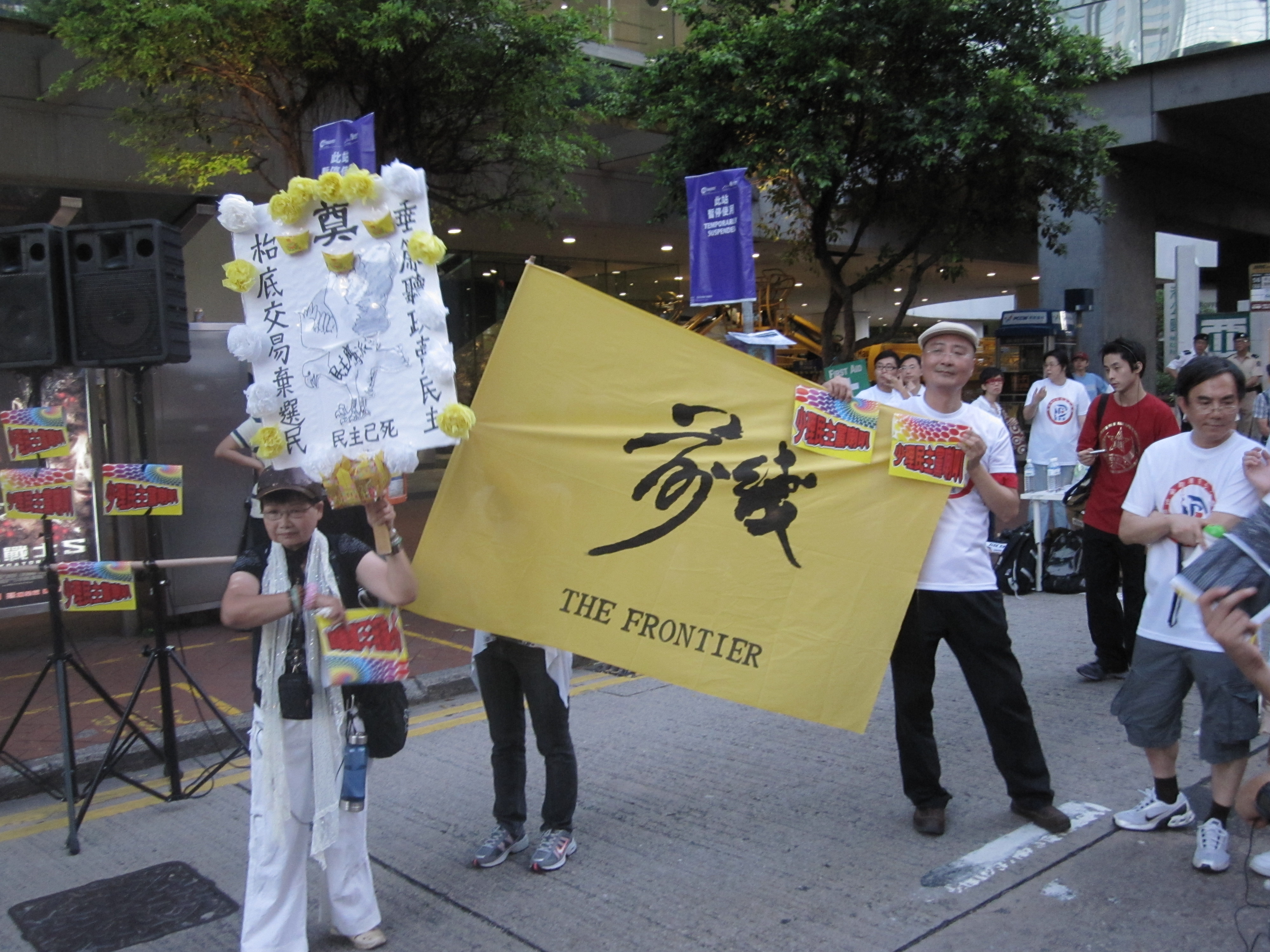
2010年七一遊行。前綫不滿前召集人劉慧卿加入民主黨並通過2010年政改方案，加入「民主黨前綫苦主大聯盟」，炮轟民主黨與劉慧卿。

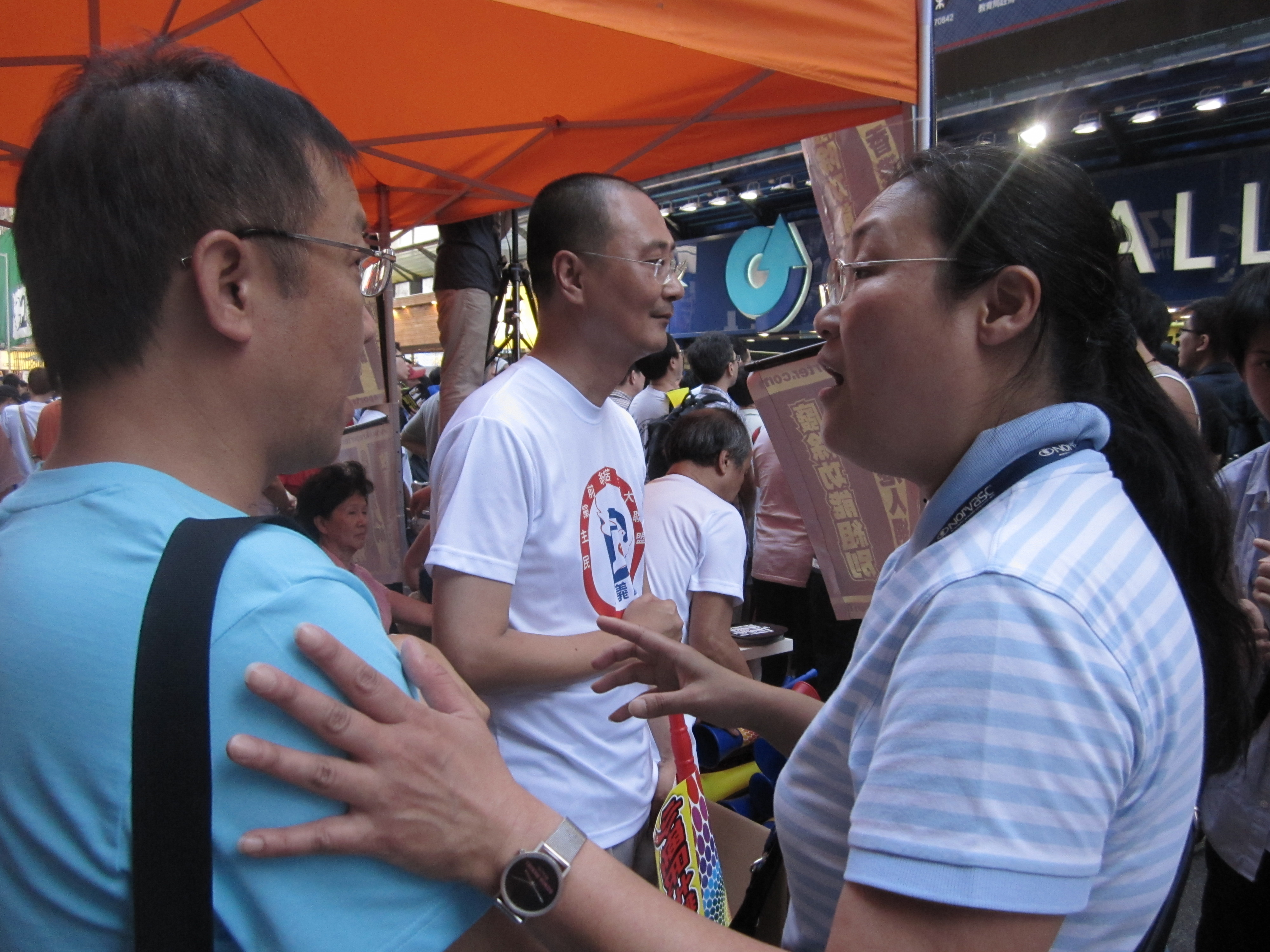
前綫執委唐小蘭，參加香港人網與民主黨前綫苦主大聯盟的活動，聲言要徹底追究民主黨通過政改方案的責任。2010年7月11日，旺角西洋菜街。

2008年11月，劉慧卿帶走「前綫」嫡系成員转投至民主黨，但無法獲得足夠會員支持，無法通過解散前綫的議案，無法取消團體註冊。一批未有转投至民主黨的前綫前成員，尤其早年脫離民主黨、改投前綫的少壯派成員，堅決保留前綫。於是，前綫在2009年5月20日重新組成新執委會，繼續活動。但仍然受到劉慧卿、柯耀林阻礙，二人在2009年7月去信警務處聲稱尚未離任前綫，使前綫新執委會無法正常運作。2010年，前綫執委、會員仍然活躍。2008年底，前綫會員人數由早期123人減至79人；劉慧卿帶嫡系離去後，前綫會員餘下不足一半，在政壇的影響力已大不如前，甚至被說成「名存實亡」。然而，劉慧卿等人一直想取消前綫。遲至2010年6月，劉慧卿改為申請註銷政團的標誌登記。
2010年6月底，民主黨突然倒戈，民主黨立法會議員投票通過「政改方案」。投贊成票的民主黨議員包括從前的前綫召集人劉慧卿。這引起仍然留在前綫的會員極度憤怒。前綫成員參加了「民主黨前綫苦主大聯盟」，又參加了香港人網發起的「少理民主黨」旺角街頭論壇。自此，狙擊民主黨成為了前綫重生之後的目標，鋪下了之後加盟人民力量、發動「票債票償」運動之路。
2010年9月9日前綫獲社團註冊處接納其註冊申請，甄燊港任召集人，以「抗爭為主，選舉為副」，已定出「爭取民主、維護法治、捍衞人權、服務社會」四大綱領，不以選舉為主要目標。2010年11月8日，前綫舉行「浴火重生」晚宴，公布兩名社運界新紅人楊匡及葉浩意加入。。召集人甄燊港公開指責劉慧卿及柯耀林阻礙其重組，去信社團註冊處撤銷前线註冊，又拿走所有重要資料，直斥卿姐是「前綫之恥」。甄燊港又表示會派出約12人參戰2011年香港區議會選舉，不會刻意追擊民主黨，但也絕對不會與任何政黨協調，前綫稍後會舉行路向營研定發展路向。

### 人民力量時期（2011-2016年）

#### 2011年區議會選舉
前綫加盟人民力量，以「票債票償」旗號，派出10人出選2011年區議會選舉，最終未能取得席位。

#### 2012年立法會選舉

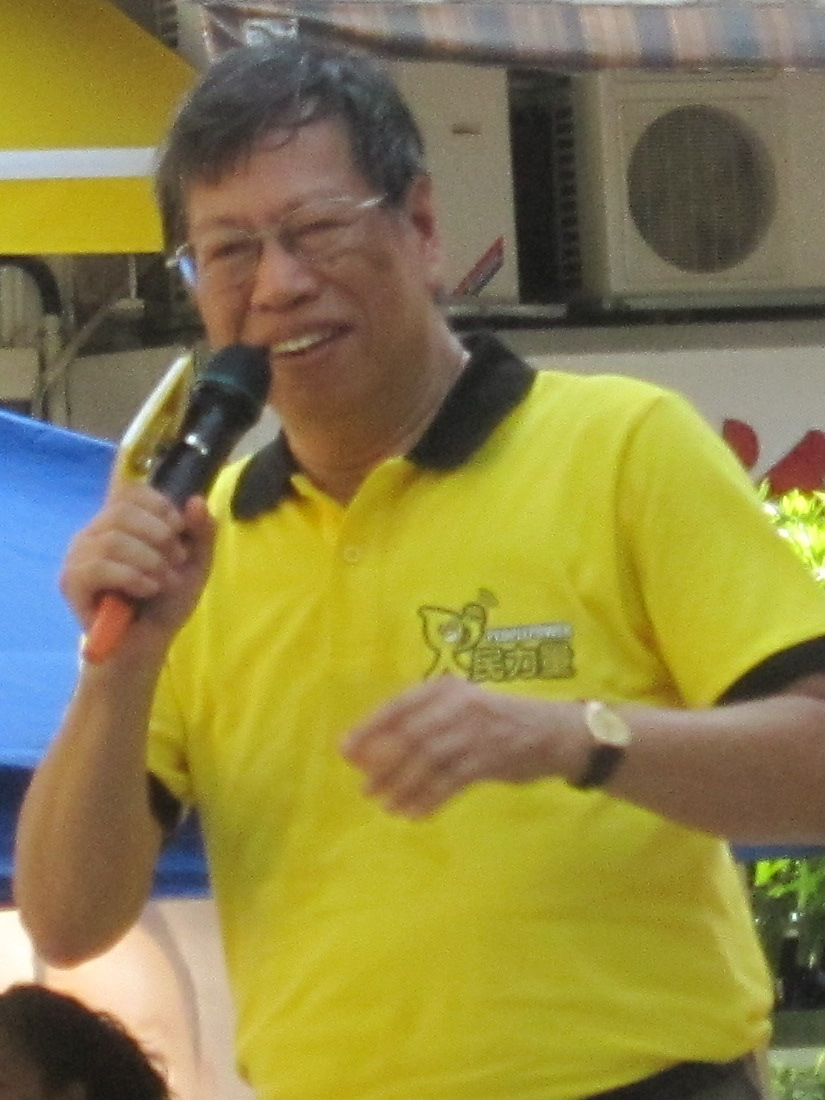
前綫召集人、人民力量副主席甄燊港，站台支持「慢必」陳志全出選新界東立法會選舉。2012年7月15日，大埔。

人民力量成員陳志全於2012年7月15日在大埔大明里廣場，與人民力量成員袁彌明舉行見證大會，宣布以人民力量身分，合組名單參選2012年香港立法會選舉。選舉宣誓大會之上，召集人甄燊港慷慨陳詞：
「兩年前，當日劉慧卿帶走了前綫一半的兄弟姊妹投奔民主黨。我們這一班人想救回前綫。當時，劉慧卿的一個大頭目對我說：『沒有劉慧卿，前綫一無所有。』各位，我地今日是否一無所有？」「唔係！」「劉慧卿這種人，永遠都不會明白，只有背棄選民、走入中聯辦的人，最終先會一無所有！」
結果，9月9日選舉，人民力量陳志全名單在新界東以第五高票數取得一個議席，得票比劉慧卿民主黨名單還要高，一雪前恥。

### 再次成為獨立政黨（2016年至今）
2016年4月，前綫宣布退出人民力量。估計是跟之後的立法會選舉人選問題有關。
前綫派現任鑽石山龍星選區區議員譚香文，參選九龍東2016年香港立法會選舉，其后譚低票落選，加上陳志全退出前綫，出任人民力量主席，令前綫在立法會中絕跡。
在2018年，黨內唯一的區議員譚香文宣佈退出前綫，全港所有公職代表已經無人再是前綫的成員。

## 議員
現時，前綫在區議會和立法會都沒有議席。

## 選舉

### 立法會選舉
| 選舉 | 民選得票 | 民選得票比例 | 地方選區議席 | 功能界別議席 | 總議席 | +/- |
| 2016 | 2,603▲   | 0.79% ▲      | 0            | 0            | 0 / 70 | 0 ━ |

### 區議會選舉
| 選舉 | 民選得票 | 民選得票比例 | 民選議席 | 委任議席 | 當然議席 | 議席    | +/- |
| 2011 | 23,465 ━ | 1.99% ━      | 1        | 0        | 0        | 1 / 507 | 1 ━ |
| 2015 | 2,974▼   | 1.99% ━      | 1        | 0        | 0        | 1 / 507 | 1 ━ |

## 執行委員會

### 第一屆執行委員會
| 職位     | 姓名   | 備註   |
| -------- | ------ | ------ |
| 召集人   | 甄燊港 |        |
| 秘書長   | 陳詠儀 |        |
| 執行委員 | 李廣豐 |        |
| 執行委員 | 雷皓殷 |        |
| 執行委員 | 唐小蘭 |        |
| 執行委員 | 李偉森 |        |
| 執行委員 | 吳大鵬 |        |
| 執行委員 | 譚旭華 |        |
| 執行委員 | 劉永達 |        |
| 執行委員 | 楊匡   |        |
| 執行委員 | 葉浩意 | [ 16 ] |

### 第二屆執行委員會
| 職位     | 姓名   | 備註 |
| -------- | ------ | ---- |
| 召集人   | 甄燊港 |      |
| 秘書長   | 虞瑋倩 |      |
| 執行委員 | 李廣豐 |      |
| 執行委員 | 譚香文 |      |
| 執行委員 | 張淑雯 |      |
| 執行委員 | 唐小蘭 |      |
| 執行委員 | 盧蔚然 |      |
| 執行委員 | 葉逸怡 |      |
| 執行委員 | 吳大鵬 |      |

### 第三屆執行委員會
| 職位     | 姓名   | 備註 |
| -------- | ------ | ---- |
| 召集人   | 甄燊港 |      |
| 秘書長   | 譚香文 |      |
| 執行委員 | 李廣豐 |      |
| 執行委員 | 虞瑋倩 |      |
| 執行委員 | 張淑雯 |      |
| 執行委員 | 唐小蘭 |      |
| 執行委員 | 盧蔚然 |      |
| 執行委員 | 葉逸怡 |      |
| 執行委員 | 吳大鵬 |      |

## 知名成員
- 甄燊港 召集人、前民主倒董力量司庫，2003年底加入前綫
- 唐小蘭，2003年為了反對廿三條立法，設計並贊助前綫在七一遊行售賣裇衫，從此加入前綫。[17]2010年1月，前綫執委唐小蘭等五人被禁止入境中國大陸，沒收回鄉證。[4]
- 李廣豐，中山大學新聞系任教。
- 楊匡 中國民運人士、保釣行動委員會成員、網上電台青台節目監制，活躍的社運人士。2010年6月底立法會通過政改方案通過，楊匡、葉浩意等 4名反政改示威者被指衝出干諾道中西行線，蹲坐馬路以示不滿，被控阻街。[18]2014年1月，楊匡在深圳被捕，判囚八個月。[19][20]2015年4月1日，楊匡夫婦獲政治庇護，以難民身份抵達加拿大定居。[21][22]5月13日，楊匡在加拿大公佈確診患上鼻咽癌。[23]
- 葉浩意，社運人士，網上電台青台成員，因在中聯辦友開香檳濺濕保安員，被以普通襲擊罪為理由拘捕引起公眾嘩然而成名，綽號「香檳橙」。[24][25]葉浩意現於台灣東吳大學供讀人權碩士學位。[26]
- 譚香文，前會計界立法會議員，現任九龍東鑽石山龍星選區區議員。
- 王鳳儀，會計界選委
- 楊志良，會計界選委
- 何駿雄，會計界選委

## 爭議
據聞，前綫浴火重生晚宴後一個月，有三位執委因為在最低工資立場上不滿甄燊港及唐小蘭夫婦而辭職。其後於2011年3月底，前綫執委葉浩意跟黃毓民意見不合，不滿前綫與人民力量之結盟，退出執委會。
2011年8月，一名前綫女成員指曾被甄燊港非禮。該名成員聲稱曾向人民力量求助，未果，遂報警求助。甄燊港表示，對選舉期間惡意抹黑感痛心惡絕，相信司法制度公正，會還他清白。人民力量主席劉嘉鴻表示，相信甄燊港清白。2012年初，警方決定不予起訴。及2013年5月黃毓民離開人民力量後，該女子再次向週刊重提舊事，攻擊前綫主席甄燊港。
2010年底，有傳前綫開始招兵買馬，其中一個對象是退出公民黨的譚香文。譚香文於2005年政改方案投下反對票，曾獲前綫前召集人劉慧卿封為「新民主女神」。2013年中，譚香文正式加入前綫。

## 外部連結
- 前官方網頁
- 前新界東地區辦事處Facebook專頁
- 劉慧卿柯耀林選舉網站香港不能褪色Keep Hong Kong Shining
- 馮智活網頁有關社民壇集體加入前綫之報導（页面存档备份，存于）
- 社民壇集體加入前綫之新聞稿（页面存档备份，存于）
- 雅虎新聞有關陶君行蘇恆泰等棄選前綫執委之報導